# Imogen Bickford-Smith
Imogen Bickford-Smith (* 1952 in London, England) ist eine britische Schauspielerin.

## Leben
Bickford-Smith hatte ihr Fernsehdebüt 1977 in der BBC-Fernsehreihe Jubilee. Im darauf folgenden Jahr war sie als Tala in der vierteiligen Doctor-Who-Storyline Underworld an der Seite des vierten Doktors Tom Baker zu sehen. 1979 spielte sie in John Cleeses Sitcom Fawlty Towers; es folgten weitere Episodenrollen, darunter auch in der im deutschsprachigen Raum äußerst erfolgreichen Actionserie Die Profis. Während ihrer nur ein Jahrzehnt andauernden Film- und Fernsehkarriere war sie in lediglich zwei Spielfilmen zu sehen, beide unter Mitwirkung von John Cleese. 1983 spielte sie eine der Krankenschwestern in der Geburtsszene der Monty-Python-Komödie Der Sinn des Lebens. 1988 stellte sie eine Stenografin in Ein Fisch namens Wanda dar; dies war gleichsam ihre bislang letzte Rolle.

## Filmografie (Auswahl)

### Fernsehen
- 1978: Doctor Who
- 1979: Are You Being Served?
- 1979: Fawlty Towers
- 1980: Der Aufpasser (Minder)
- 1983: Die Profis (The Professionals)
- 1985: Miss Marple

### Film
- 1983: Der Sinn des Lebens (The Meaning of Life)
- 1988: Ein Fisch namens Wanda (A Fish Called Wanda)